# Francesc Aresté i Prats
Francesc Aresté i Prats   (1926 - Barcelona, 10 de juny de 2012) va ser un dirigent esportiu català, president de la Unió Esportiva Sant Andreu en els períodes 1961-1963 i 1979-1986.
En la primera etapa d'Aresté al capdavant del Sant Andreu, a principis de la dècada de 1960, el club militava a la tercera divisió del futbol estatal (la segona B no existia). En la segona etapa a la presidència, del 1979 al 1986, va gestionar un Sant Andreu que havia baixat a Segona B i es trobava en una greu crisi econòmica. L'any 2009 fou president de la Comissió del Centenari del club andreuenc.